# Creston (Iowa)
Creston is een plaats (city) in de Amerikaanse staat Iowa, en valt bestuurlijk gezien onder Union County.

## Demografie
Bij de volkstelling in 2000 werd het aantal inwoners vastgesteld op 7597. In 2006 is het aantal inwoners door het United States Census Bureau geschat op 7435, een daling van 162 (-2,1%).

## Geografie
Volgens het United States Census Bureau beslaat de plaats een oppervlakte van 13,3 km², waarvan 13,2 km² land en 0,1 km² water.

## Plaatsen in de nabije omgeving
De onderstaande figuur toont nabijgelegen plaatsen in een straal van 20 km rond Creston.

## Geboren
- Walter Cunningham (1932-2023), astronaut
- Marcia Wallace (1942-2013), (stem)actrice
- John Robinson (1954), drummer en sessiemuzikant
- Julee Cruise (1956-2022), actrice en zangeres